# Železniční trať Číčenice – Nové Údolí
Železniční trať Číčenice – Nové Údolí (v jízdním řádu pro cestující označená číslem 197) je jednokolejná regionální trať. Provoz na trati byl zahájen v roce 1893 do Prachatic a v roce 1899 do Volar, v roce 1910 pak byl postaven úsek z Volar do Bavorska, stejně jako horní úsek trati České Budějovice – Černý Kříž. Úsek do Nového Údolí vedl na státní hranici a dál do Haidmühle, kam byl v důsledku politického uspořádání Evropy po druhé světové válce provoz v roce 1951 zastaven; nyní je část za Novým Údolím muzejní s „lidským pohonem“. Na úseku Stožec – Nové Údolí nebyla od roku 1951 do roku 1990 provozována osobní doprava.

## Historie

### Plány na výstavbu
Ještě v roce 1868 byl vypracován plán tratě vedoucí z Příbrami do Písku, Protivína, Bavorova, Prachatic a Volar. V roce 1875 byl vyhotoven plán trati z Protivína do Husince. Oba plány nebyly realizovány zejména z důvodů nedostatku prostředků a také administrativní zátěže. Velkou pomoc přinesl roku 1880 takzvaný Lokálkový zákon, který umožnil snížení nároků na místní dráhy.
Roku 1883 bylo v Netolicích zřízeno Komité pro zřízení pošumavské dráhy, jeho činnost však nepřinesla žádné výsledky. V roce 1885 bylo dvěma skupinám zájemců uděleno ministerstvem obchodu povolení k předběžným pracím, následně byly navrženy dvě varianty vedení tratě. Jedna z nich navrhovala za výchozí místo tratě Protivína a druhá z Číčenice. Nakonec byla zvolena druhá varianta (zejména pro lepší sklonové poměry a nižší cenu). Až 18. dubna 1892 byla vydána koncese pro stavbu dráhy z Vodňan (dnešní stanice Číčenice) do Prachatic na jméno JUDr. Zdenko Ostrádala.

### Výstavba dráhy
Dne 3. února 1893 založil koncesionář Ostrádal akciovou společnost Místní dráha Vodňany – Prachatice se sídlem ve Vídni. 29. února získala společnost také finanční podporu České země. Stavba byla na základě veřejného poptávkového řízení svěřena firmě František Schön a synové z Prahy a stavět se začalo v průběhu dubna. Je až neuvěřitelné, že trať dlouhá skoro 25 kilometrů (s dalším nezbytným technickým a provozním zázemím) byla dokončena za pouhých 18 měsíců. Stanice a zastávky byly umístěny v těsné blízkosti měst a obcí, kromě Husince, jehož stanice stála na katastru obce Těšovice asi 3 km od Husince, mezi stanicí a Husincem byla vybudována nová silnice. Dne 9. října 1893 byla provedena technická zkouška dohotovené tratě, po níž již nic nebránilo zahájení provozu. Takto vodňanský kraj získal železniční spojení západním směrem a ihned se hledaly možnosti jak nově vybudovanou dopravní cestu prodloužit východním směrem k Vltavě a dál do vnitrozemí království.

### Slavnostní zahájení provozu

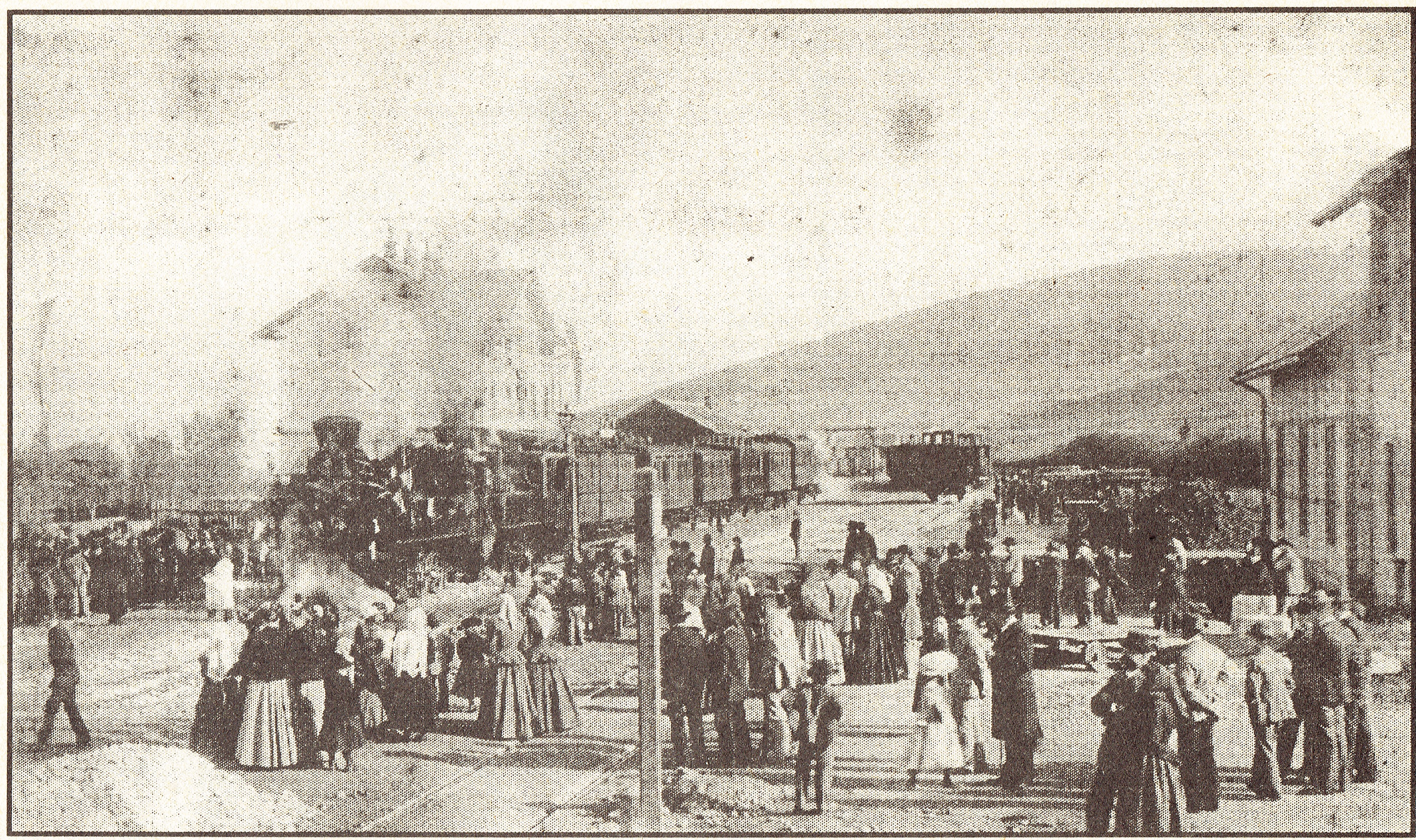
Slavnostní vlak přijíždí dne 14. října 1893 do Prachatic

Dne 14. října byla slavnostní jízdou zahájena doprava na trati Číčenice – Vodňany – Prachatice. Jízdy se zúčastnilo mnoho významných hostů, zejména ministr obchodu Olivier Marquis de Bacquehem, místodržící království Českého František Josef hrabě Thun-Hohenstein, sekční šéf ministerstva obchodu Jindřich rytíř von Wittek, president ústředního ředitelství státních drah Dr. Leon rytíř von Bilinski, Adolf Josef kníže ze Schwarzenbergu, okresní hejtman z Prachatic Eduard Stitzenberger, starosta Netolic JUDr. Josef Kudrna a další. Vlak zastavil ve stanicích Vodňany město (nynější Vodňany), Bavorov, Strunkovice nad Blanicí, Husinec a samozřejmě Prachatice. Na všech stanicích vlak vítali představitelé samosprávy, školní mládež, místní spolky, o čemž se dochovaly zápisy v místních kronikách, takže není divu, že slavnostní vlak dorazil do Prachatic se zpožděním. V Prachaticích dostali hosté pohoštění v Lázních svaté Markéty, zapsali se do pamětní knihy a poté se již vlak vracel, neboť odpoledne se stejní hosté účastnili i slavnostního zahájení provozu na trati Strakonice–Vimperk.

### 1893–1910
Pravidelný provoz byl zahájen následujícího dne, 15. října 1893, dopravu zajišťovaly státní dráhy. Na trati jezdily dva páry smíšených vlaků vedené lokomotivami řady 97. Objem přepravy osob a zboží přes občasné výkyvy postupně rostl. Hlavní položky přepravovaného nákladu tvořilo obilí, uhlí, stavební materiál, kámen a živý dobytek. Roku 1896 byla otevřena zastávka Blanice, roku 1897 pak zastávka Pražák. Roku 1896 bylo rozhodnuto o prodloužení tratě do Volar, kde se měla setkat s další budovanou tratí z Vimperka a dále měla pokračovat na bavorské hranice a dále do Pasova. Právo na výkup pozemků získala roku 1898 nová akciová společnost lokální dráhy Prachatice–Volary, stavební práce se pak naplno rozjely na jaře následujícího roku. Slavnostní zahájení provozu připadlo roku 1899 opět na 14. října, pravidelný provoz byl pak zahájen 15. října.
Do Volar záhy vedla i trať z Vimperka a roku 1901 bylo rozhodnuto o vybudování tratě z Volar na bavorské hranice do Haidmühle přes Stožec s odbočkou do Želnavy, kam již od roku 1892 vedla trať z Českých Budějovic. Roku 1906 se dosud úzce spolupracující společnosti Místní dráha Vodňany – Prachatice, Místní dráha Prachatice – Volary a Místní dráha Strakonice – Vimperk spojily do nové akciové společnosti Sdružené pošumavské místní dráhy. Nově zřízená společnost si dala za cíl vybudovat mezistátní železnici do Bavorska. Trať se od roku 1909 budovala jak z české, tak z bavorské strany. Dne 15. června 1910 byl zahájen provoz v úsecích Volary – U černého kříže (nynější Černý Kříž) a Želnava – U černého kříže (nyní součást tratě České Budějovice – Černý Kříž, dne 15. listopadu pak byl zahájen provoz i na mezistátním úseku, čímž byla síť pošumavských místních drah dokončena do dnešní podoby.

### 1910–1945
Pohraniční přechodovou stanicí na trati do Bavorska bylo po celou dobu přeshraničního provozu bavorské Haidmühle, a to pro celníky jak z bavorské, tak i české strany. V říjnu 1918 vzniklo Československo, což se na trati projevilo nenásilným přechodem v oblastech obývaných Čechy - doprava nebyla přerušena a z hlediska provozovatele dráhy se nic nezměnilo, dopravu převzaly Československé státní dráhy. O vzniku Československa byly železniční stanice informovány již 28. října telegrafem a například ve Vodňanech staniční mistr tuto informaci dále rozšířil mezi občany - z pamětní knihy stanice Vodňany se dovídáme, že lid přijal tuto zprávu s nadšením a že byly vyvěšovány prapory a rakouské odznaky na čapkách a stejnokrojích staničních zaměstnanců byly nahrazeny stuhami v českých barvách. Zato v převážně německých horních partiích okolo Volar nebyla situace zdaleka tak jednoduchá. 22. listopadu totiž Volary obsadilo rakousko-německé vojsko, které požadovalo vytvoření župy Böhmerwaldgau a připojení k Rakousku. Československá armáda chtěla vzít Volary útokem, ale dříve, než se tak stalo, podnikli železničáři z Vodňan a Číčenic noční výpad do Volar, kde ukořistili zde stojící vozy a lokomotivy, německé vojsko uprchlo přes Nové Údolí do Bavorska a Československá armáda našla druhého dne nádraží opuštěné.
Roku 1924 byly Sdružené pošumavské místní dráhy zestátněny, funkci provozovatele dráhy od té doby převzaly ČSD. Roku 1928 byly na trati zavedeny kolejové autobusy Tatra - nejprve jako přípoje na všechny vlaky mezi Vodňany a Číčenicemi, od roku 1930 se pak objevovaly na trase Číčenice–Prachatice.
Zlom v dějinách trati přináší mnichovská dohoda roku 1938, po které se velká část tratě (od km 24,7 mezi Husincem a Prachaticemi) ocitla na území Německé říše, na tomto území převzaly provozování dráhy i dopravy Německé říšské dráhy. Po vzniku Protektorátu Čechy a Morava v roce 1939 přešel zbytek tratě pod správu Českomoravských drah. Roku 1939 byla v souvislosti se začátkem 2. světové války ukončena motorová doprava.
Ke konci války byly vlaky na trati napadány spojeneckými hloubkovými letci, což negativně ovlivňovalo provoz na trati. Roku 1945 byla doprava omezena na nejmenší míru, dominovaly vojenské vlaky s materiálem i ustupujícím vojskem. Vlaky mezi Volary a Prachaticemi jezdily v doprovodu pancéřových vozů s protileteckými děly. V dubnu 1945 byla zastavena veškerá civilní doprava, zato po trati projel transport slovenských železničářů-kolaborantů, později též vlak s prchajícími důstojníky maďarského generálního štábu. Od 5. května 1945 nebyla již doprava po trati možná, ve Vodňanech se z nádraží rozšířila zpráva o povstání, do něhož se zapojili i železničáři-odbojáři ze skupiny Šumava II, nádraží pak bylo povstalci střeženo. 8. května se na stanici ve Vodňanech střetli povstalci s německým obrněným vlakem. Již 9. května je stanice Prachatice (za války na německém území) předána pod správu ČSD. Prachatice byly poté obsazeny právě partyzánskou skupinou Šumava II, ještě téhož dne vyrazil z Vodňan do Prachatic zkušební motorový vlak zabavený maďarské armádě a ověnčený československými vlajkami. Od 12. května 1945 byla na trati obnovena osobní doprava.

### Od roku 1945
Dalším zlomovým bodem se stává rok 1948, kdy byla ukončena mezistátní osobní doprava. Zavedení hraničního pásma též předznamenalo uzavření stanice Nového Údolí, tam byla sice provozována osobní doprava až do roku 1951, kdy byla zastavena nejen osobní doprava, ale též zbylá nákladní mezistátní doprava a koleje na hraničním mostě byly vytrhány. Tyto akce proběhly v reakci na takzvaný vlak svobody, kterým se podařilo lidem emigrovat v Aši.
Od roku 1952 jezdil na trati přímý rychlík Praha–Volary, který vydržel až do osmdesátých let.
Provoz do Nového Údolí však neutichl zcela, stále probíhala přeprava dřeva pro německé odběratele, které se v Novém Údolí překládalo na nákladní automobily. Pro vozbu do hraničního pásma panovala přísná pravidla. Do vlaku nastoupili ve Stožci pohraničníci, kteří odemykali výkolejku v tzv. dopravně Vltava a bránu v hraničním plotu na mostě přes potok Světlá, do hraničního pásma směli jen železničáři s propustkou. Vozba dřeva byla ukončena v roce 1990.
V poválečných letech na celé trati poklesl provoz, což se projevovalo postupným zaváděním zjednodušeného řízení dopravy, které bylo dokončeno v 90. letech.
Roku 1990 byla obnovena osobní doprava do Nového Údolí, které se stalo záhy oblíbeným turistickým cílem, také byl otevřen hraniční přechod pro pěší. Spolek Pošumavská jižní dráha založil v Novém Údolí muzeum a nejkratší mezistátní železnici s lidským pohonem.
V roce 2011 byl rekonstruován úsek Černý Kříž – Nové Údolí, ve stanicích byla vybudována nová nástupiště, ve Stožci a Novém Údolí též nové přístřešky pro cestující. V rámci rekonstrukce byl též  v Novém Údolí vybudován přestupní terminál na autobusy, které v letní sezóně propojují Nové Údolí s bavorským Waldkirchenem, odkud lze pokračovat opět vlakem až do Pasova. Zároveň bylo roku 2011 po tragické nehodě, která nebyla první, zavedeno v úseku Číčenice – Volary zabezpečovací zařízení radioblok.
Roku 2014 bylo zrušeno zjednodušené řízení dopravy na úseku Volary – Nové Údolí, ve stanicích Černý Kříž a Nové Údolí byla umístěna světelná návěstidla, trať je dálkově řízena z Volar.
Od GVD 2017/2018 převzala vozbu pravidelných osobních vlaků společnost GW Train Regio, kterou kraj vybral veřejnou soutěží na 15 let.
Dne 10. února 2020 poškodil přístřešek v Novém Údolí orkán Sabine, konkrétně strhl část přístřešku u autobusové zastávky. Poškozená část byla odstraněna a zbytek přístřešku zajištěn. Správou železnic byl přístřešek v říjnu 2020 opět obnoven.[zdroj?]

## Nehody

### 1929
Dne 9. května 1929 došlo ke srážce osobního vlaku s ujetým motorovým vozem mezi stanicemi Husinec a Prachatice. Motorový vůz dorazil do Prachatic na osobním vlaku 4934 z Volar a jeho šofér se šel ohřát do dopravní kanceláře. Nedlouho na to vběhl do kanceláře průvodčí onoho vlaku a volal, že motorový vůz ujel, šofér vyběhl ven, ale vůz již dostihnout nedokázal.
Službu konající úředník volal ihned do sousední stanice Husinec, aby byl protijedoucí osobní vlak 4901 zastaven, ten však byl již na cestě. Ke srážce došlo v km 24,5, strojvedoucí osobního vlaku již nedokázal ani svůj vlak zastavit. Prázdný motorový vůz byl z poloviny roztříštěn, lehce poškozena byla parní lokomotiva. Topič osobního vlaku byl zraněn těžce, dalších devět osob lehce. Příčinou ujetí bylo pravděpodobně prasknutí řetězu ruční brzdy vlivem velkého mrazu.

### 2004
Další nehoda se stala 22. července 2004 mezi stanicemi Bavorov a Strunkovice nad Blanicí. Byly při ní usmrceny dvě osoby a 33 cestujících bylo zraněno. Podle zjištění Drážní inspekce byla na vině chyba strojvedoucího vlaku Os 18008, který bez povolení opustil dopravnu Bavorov.

### 2007
Dne 1. září 2007 se v 8:10 srazily osobní vlaky Os 18003 a 18032 mezi stanicemi Vodňany a Bavorov. Bylo zraněno 12 cestujících a zaměstnanec Českých drah. Příčinou nehody byl nedovolený odjezd vlaku Os 18003 z dopravny Bavorov, kde se měly vlaky křižovat. Strojvedoucí si podle drážní inspekce spletl dny a myslel si, že je neděle, kdy by křižování v Bavorově neprobíhalo.

### 2011
Další nehoda se stala 2. února 2011, kdy se srazil Osobní vlak Os 18003 s vlakem manipulačním. Přibližně v 9:14 se vlaky srazily několik metrů za stanicí Vodňany. V důsledku nehody zahynula jedna žena, 12 lidí bylo zraněno, škoda činila 5 260 000 Kč. Příčinou byla chyba strojvedoucího Regionovy, který nevyčkal na povolení k odjezdu a odjel proti posunující soupravě manipulačního vlaku. Strojvedoucímu manipulačního vlaku se podařilo změnit směr jízdy své soupravy, čímž sice neodvrátil srážku, ale pomohl zmenšit následky. Po této nehodě byl na trati zaveden radioblok.

## Navazující tratě

### Číčenice
- Železniční trať Plzeň – České Budějovice
- Železniční trať Číčenice – Týn nad Vltavou

### Volary
- Železniční trať Strakonice–Volary

### Černý Kříž
- Železniční trať České Budějovice – Černý Kříž

## Galerie

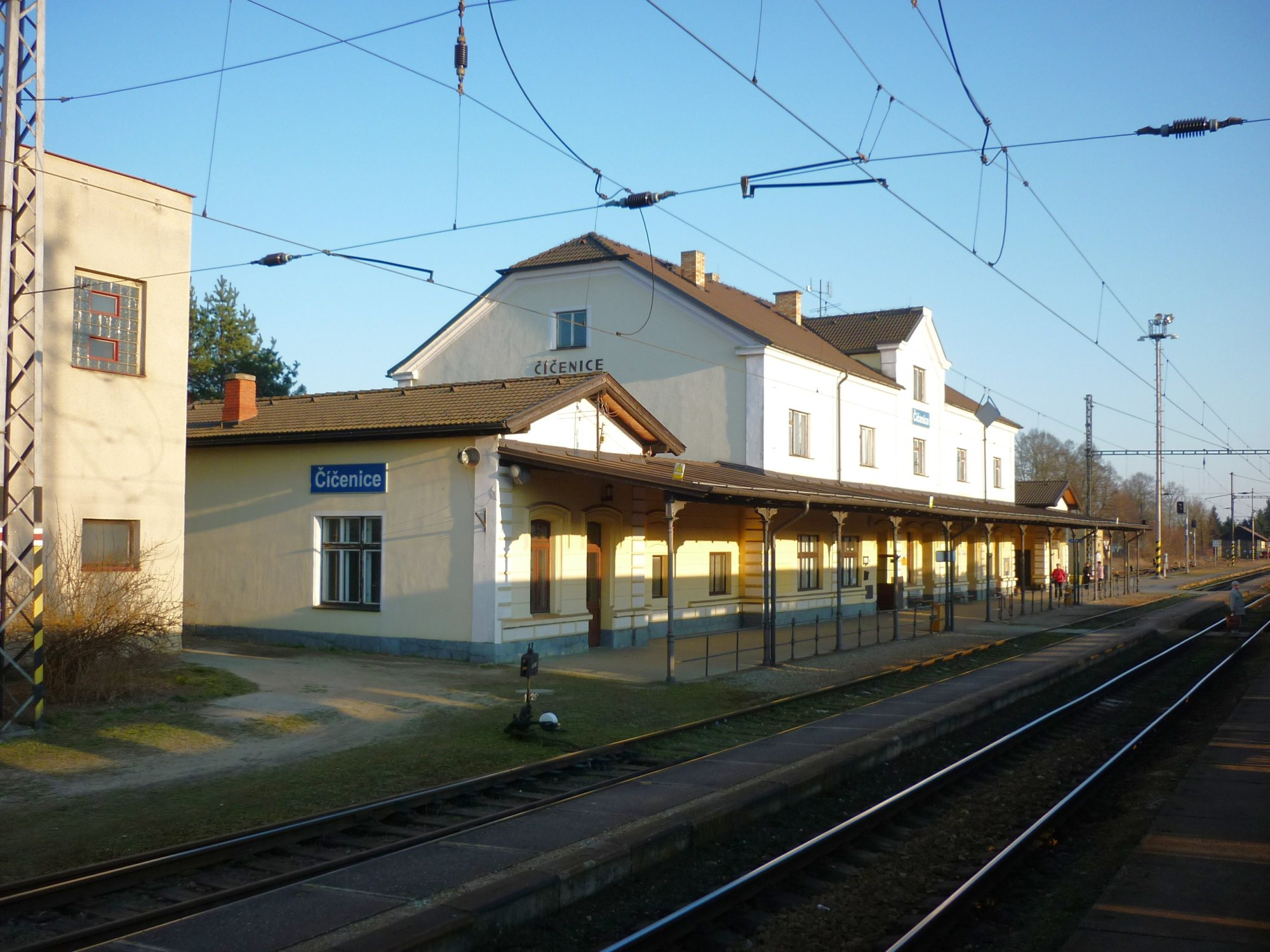
železniční stanice Číčenice
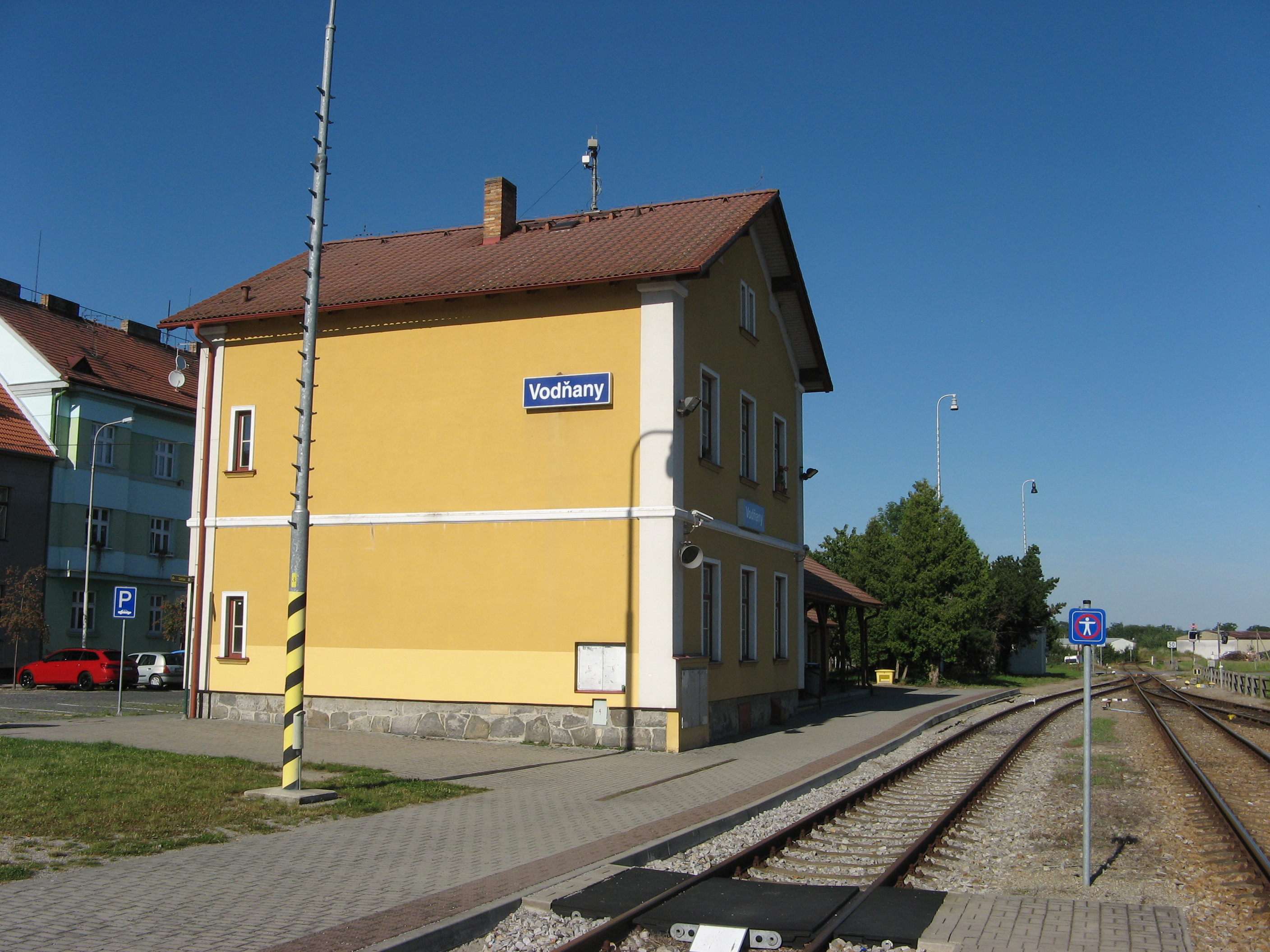
stanice Vodňany
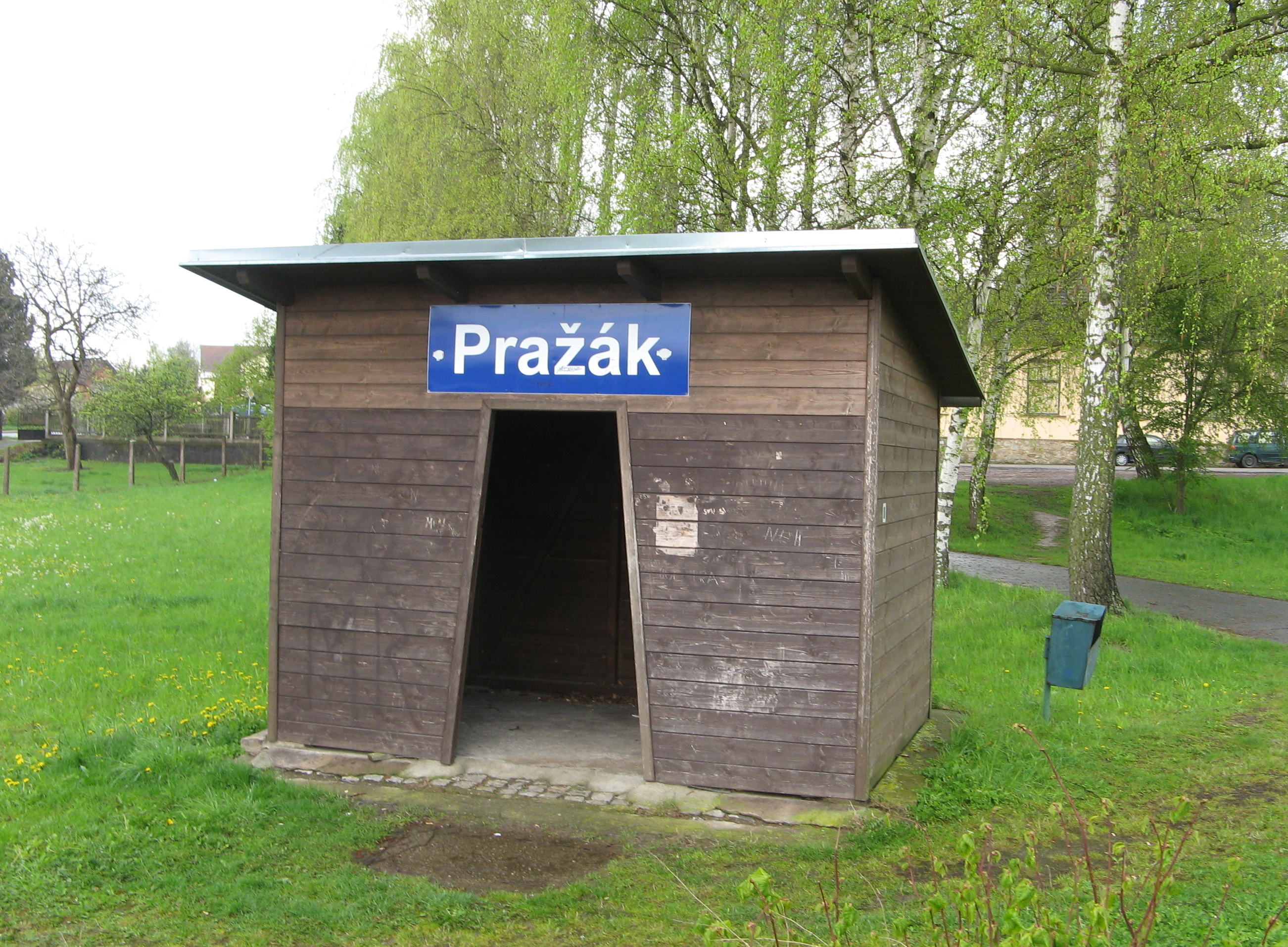
přístřešek v železniční zastávce Pražák
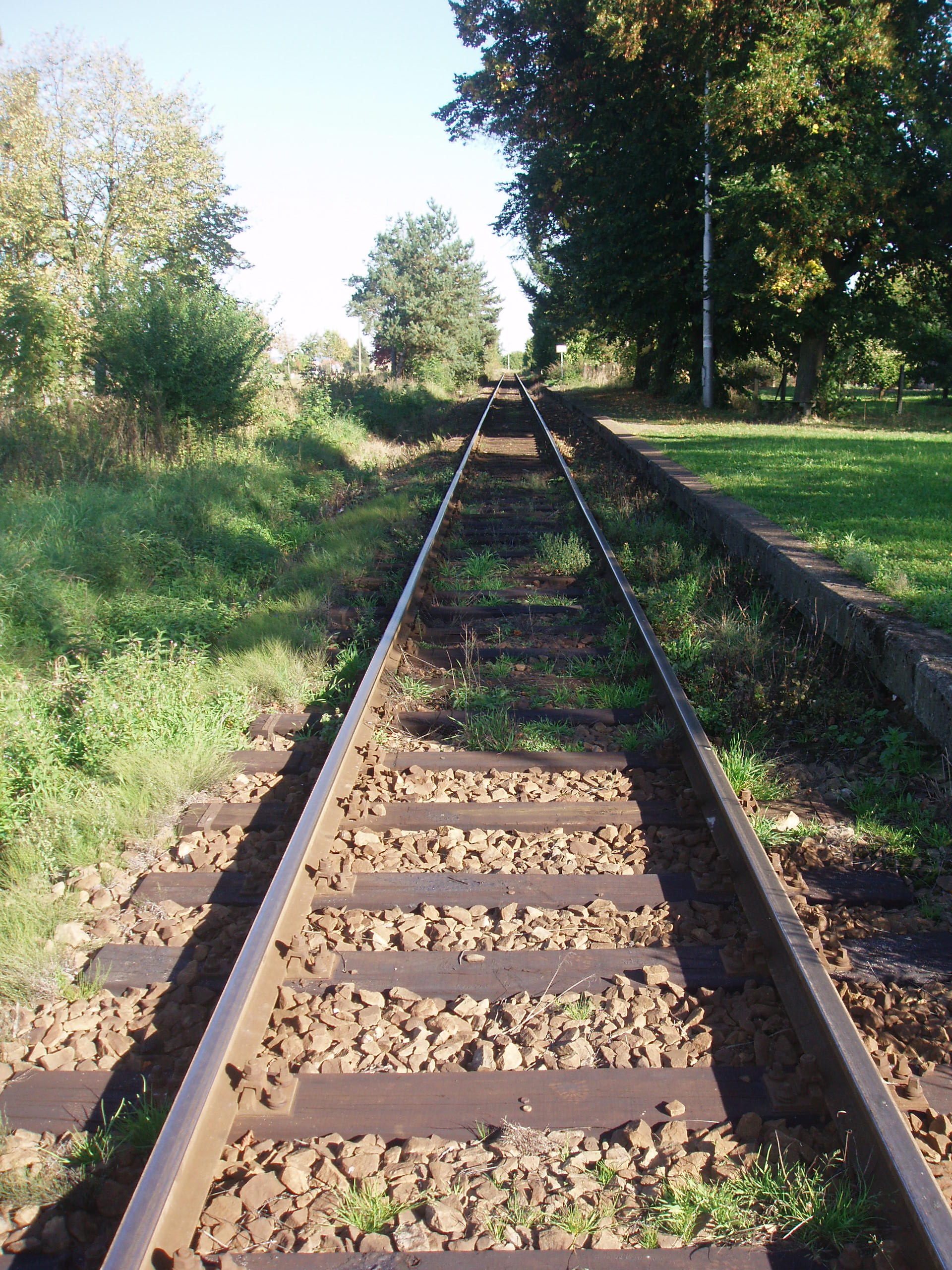
koleje v zastávce Pražák - směr Vodňany
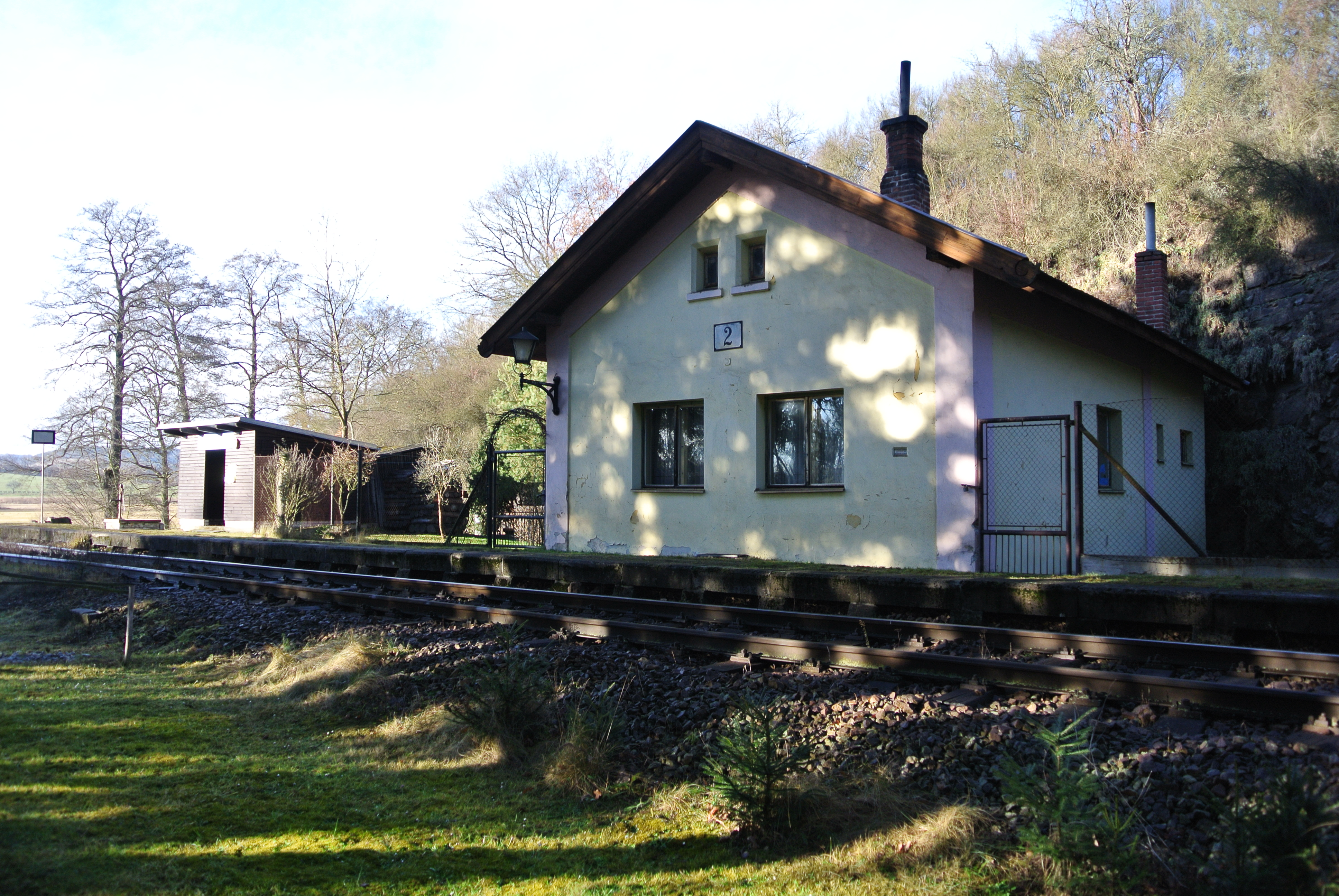
zastávka Svinětice
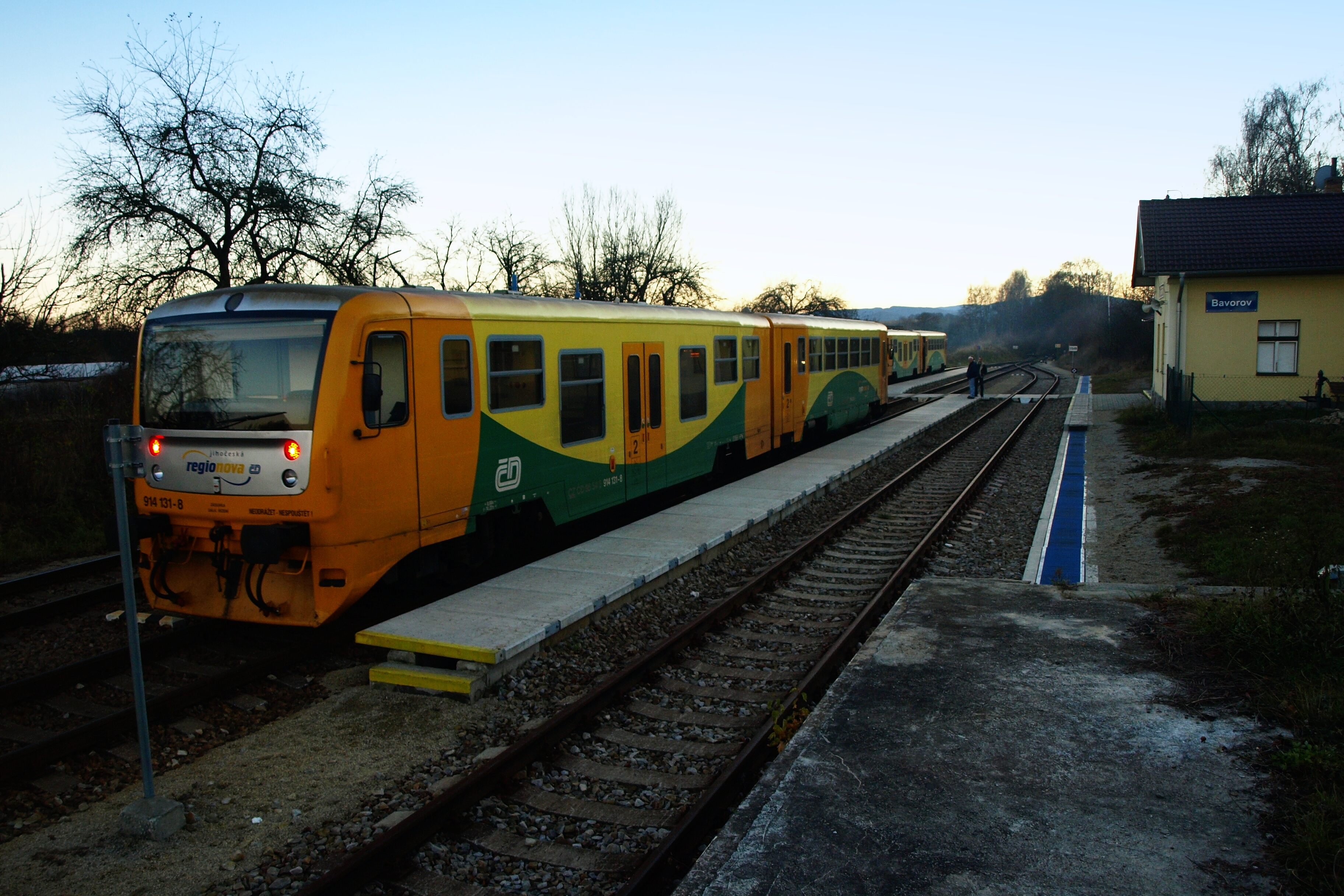
železniční stanice Bavorov
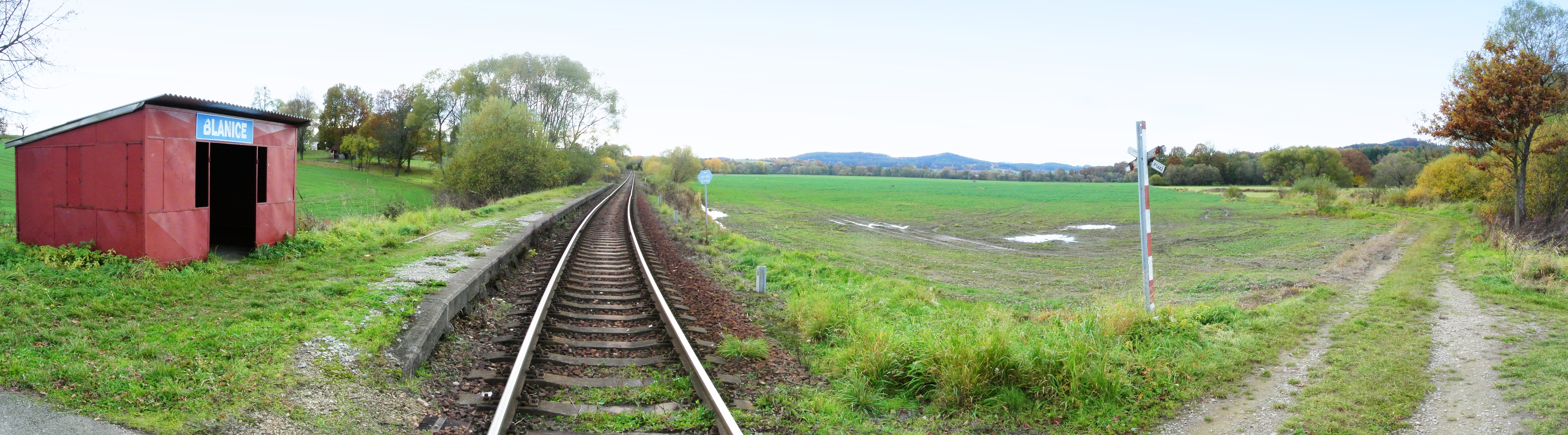
zastávka Blanice
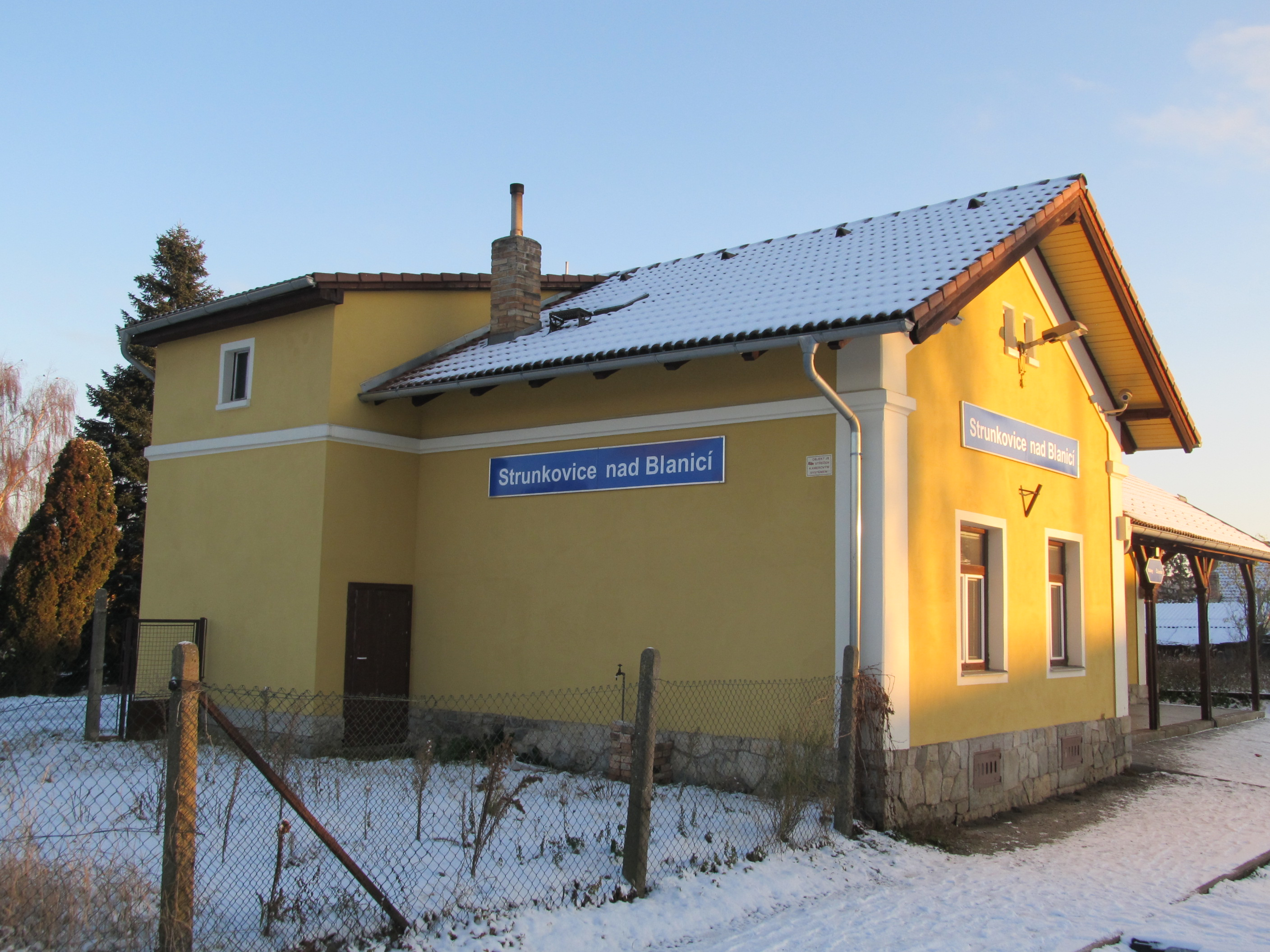
železniční stanice Strunkovice nad Blanicí
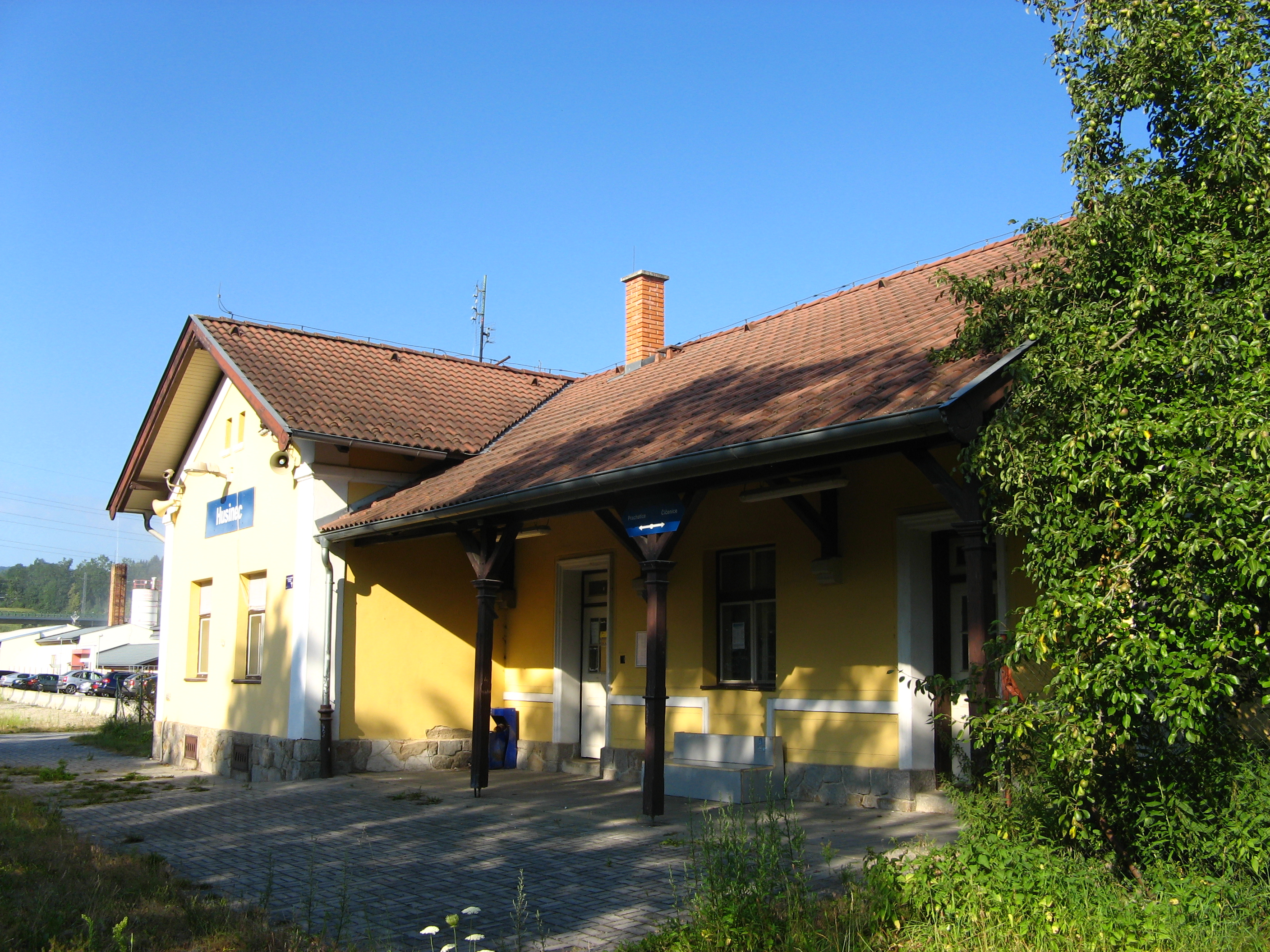
zastávka Husinec
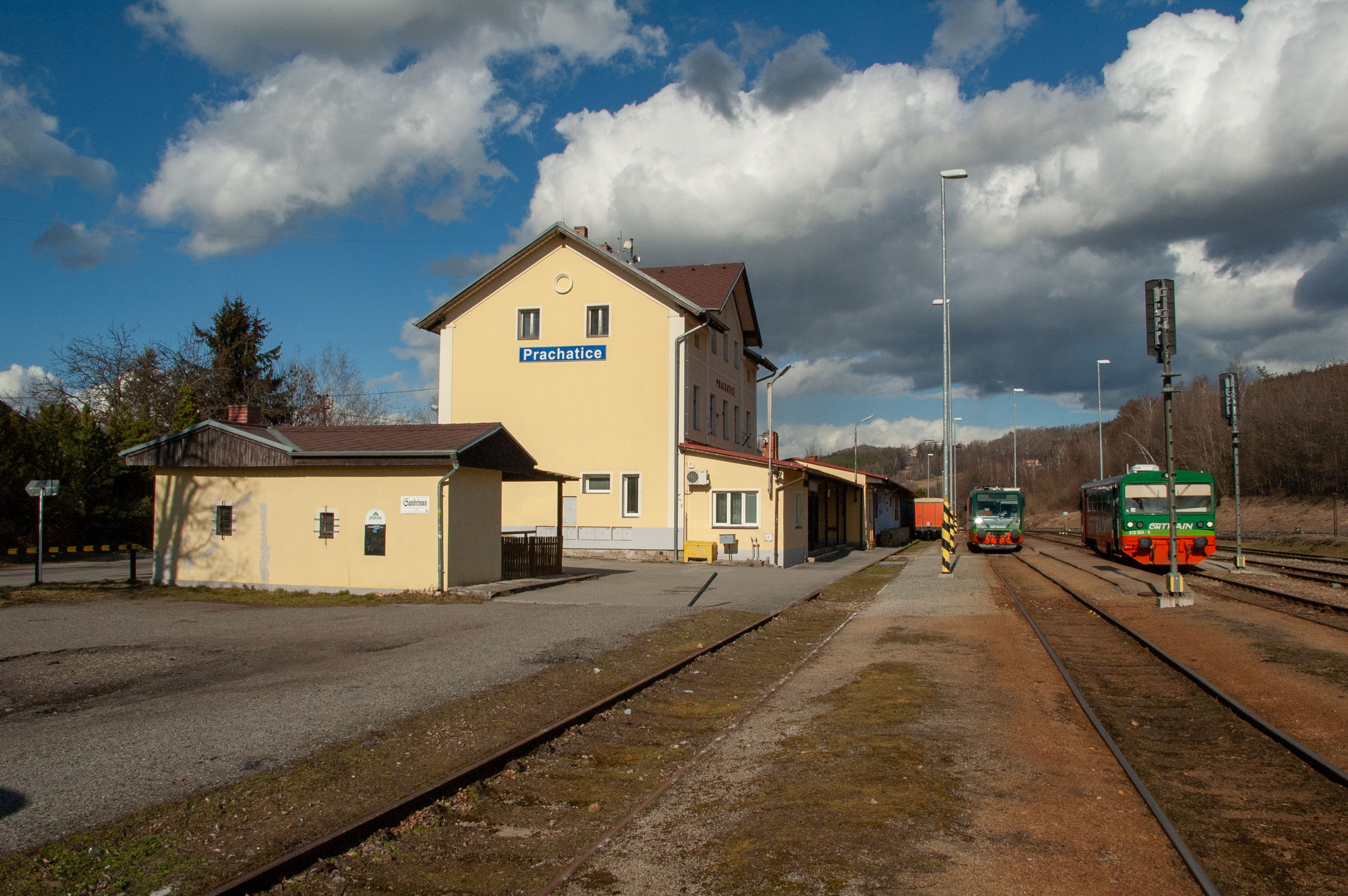
stanice Prachatice
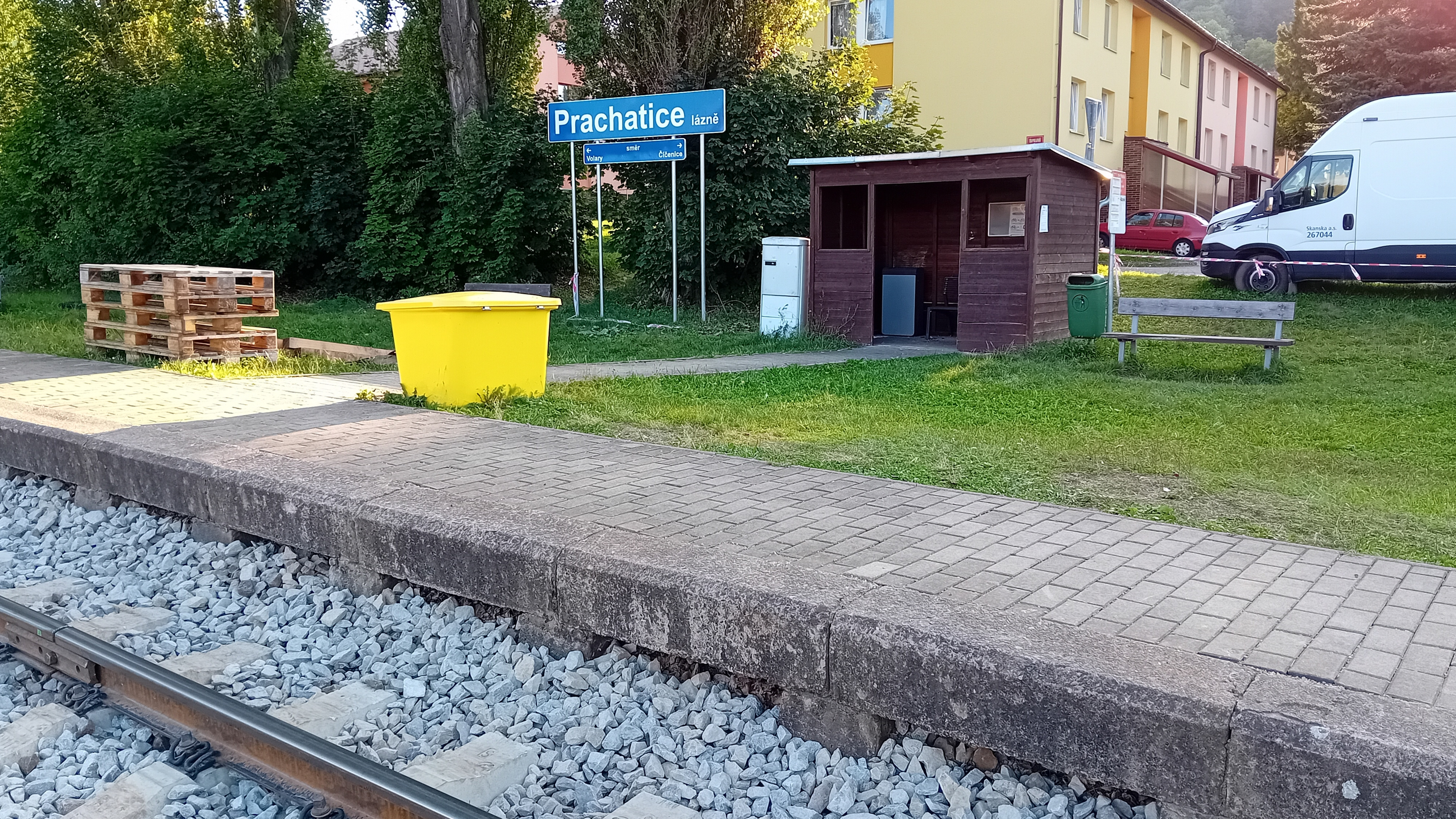
Železniční zastávka Prachatice lázně
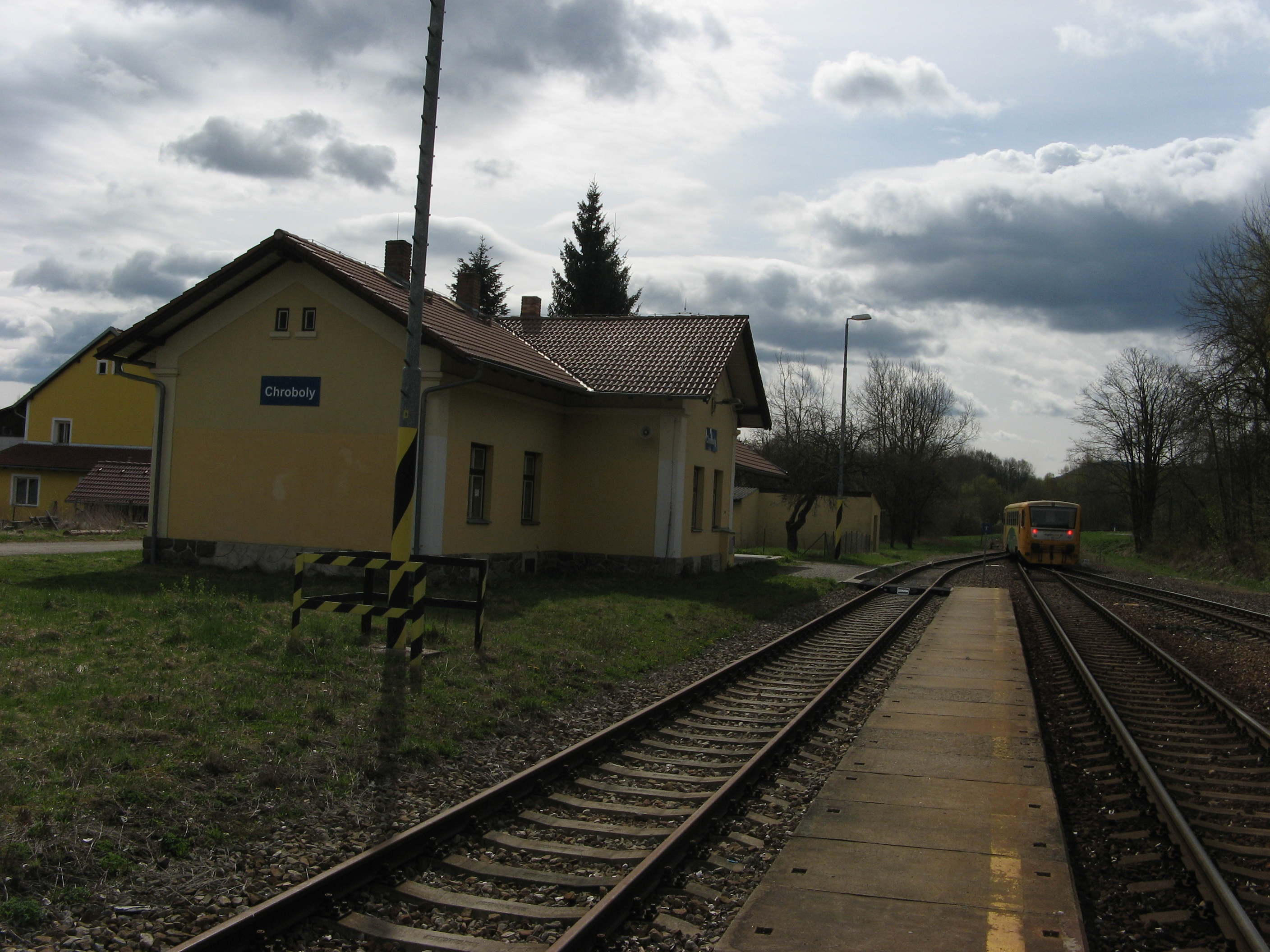
železniční stanice Chroboly
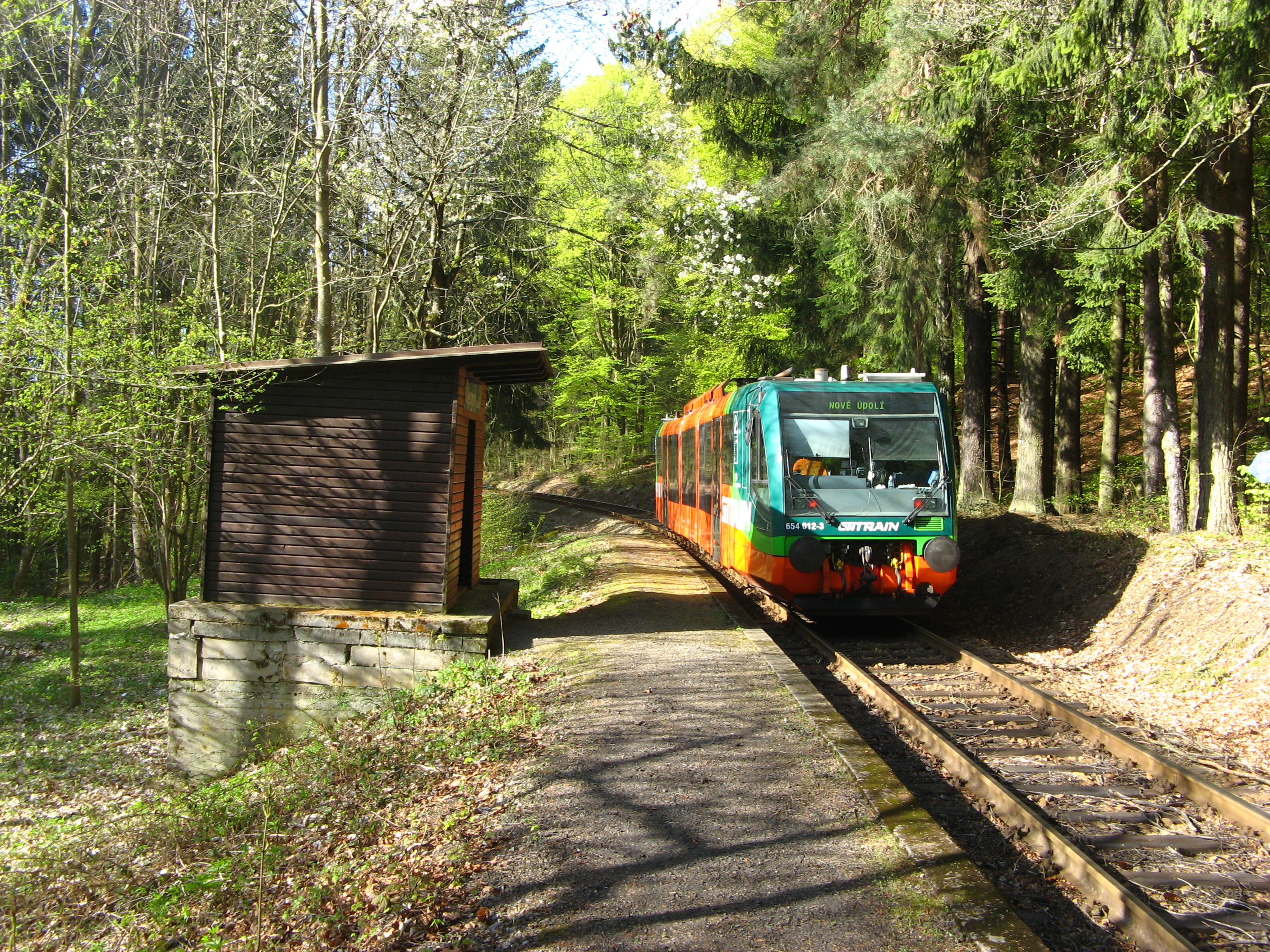
zastávka Ovesné u Prachatic
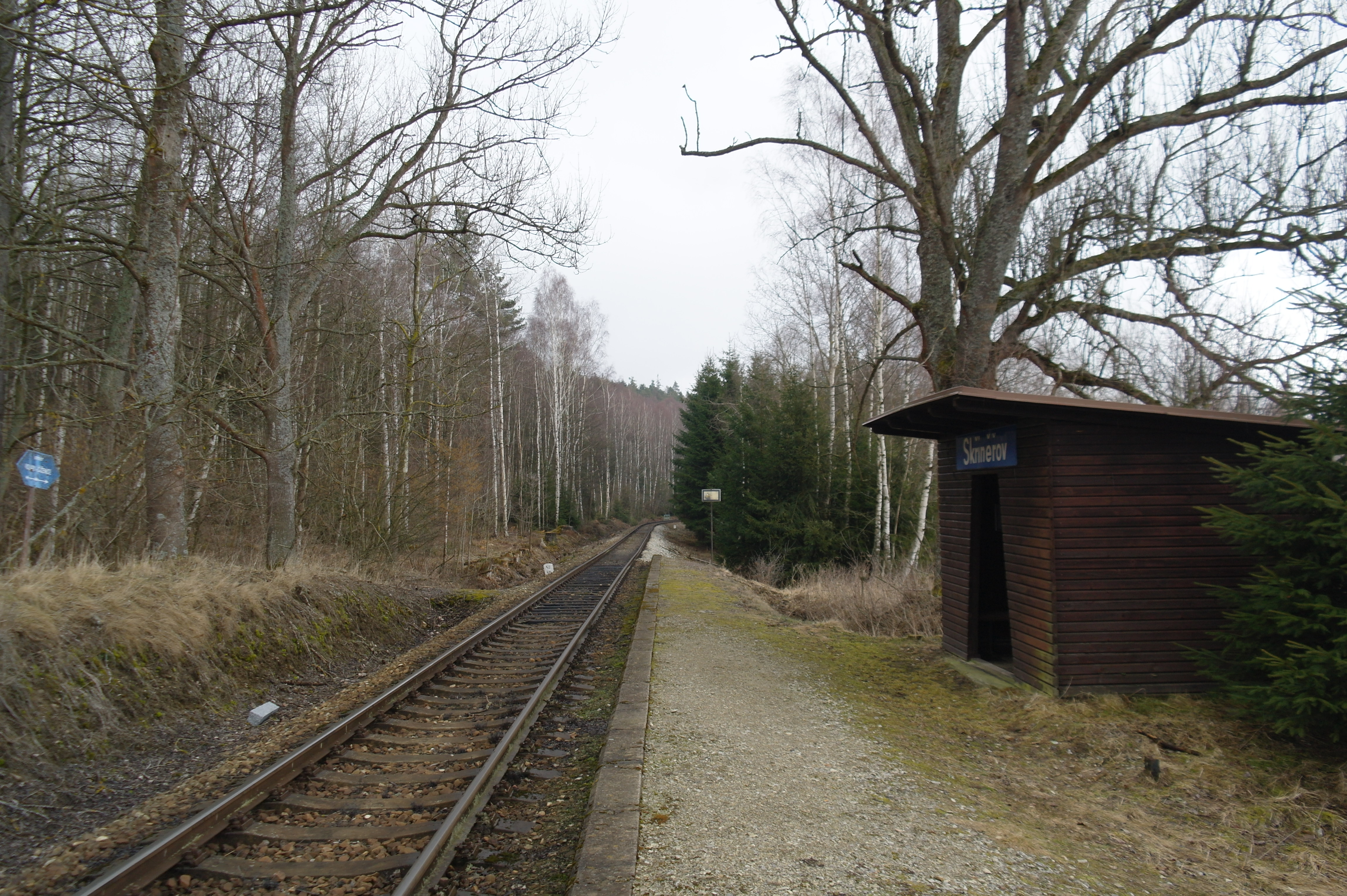
zastávka Skříněřov
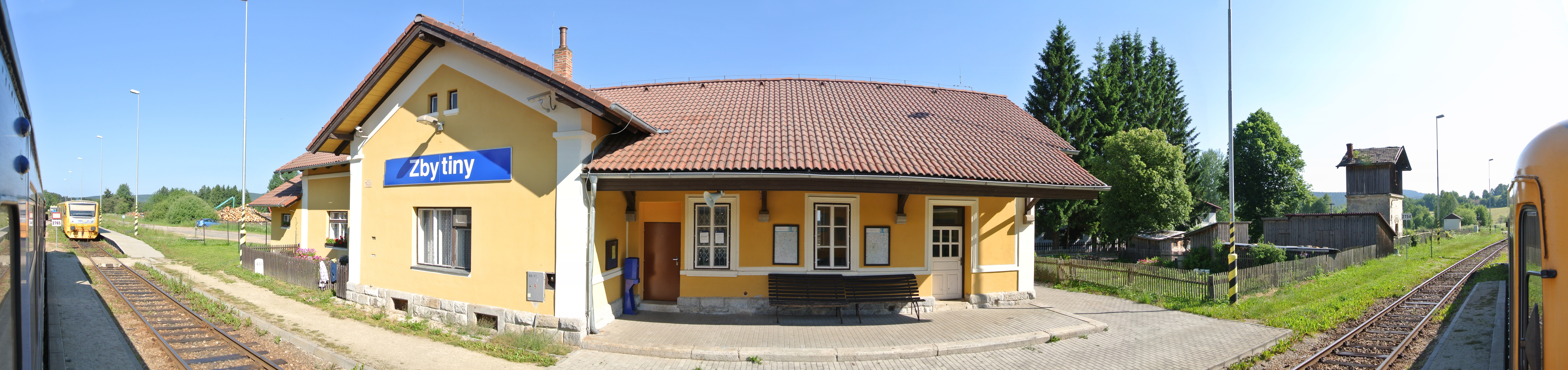
stanice Zbytiny
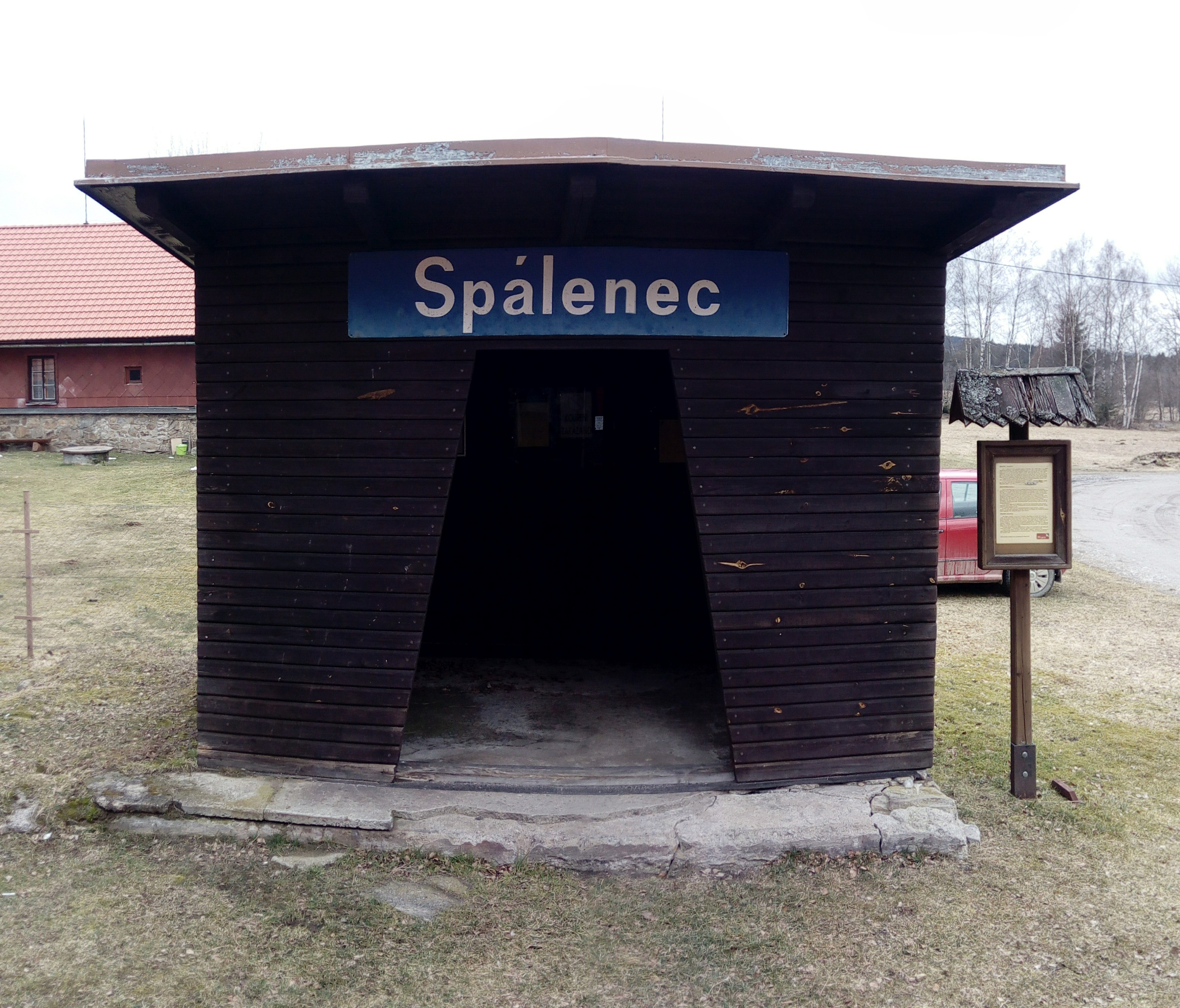
zastávka Spálenec
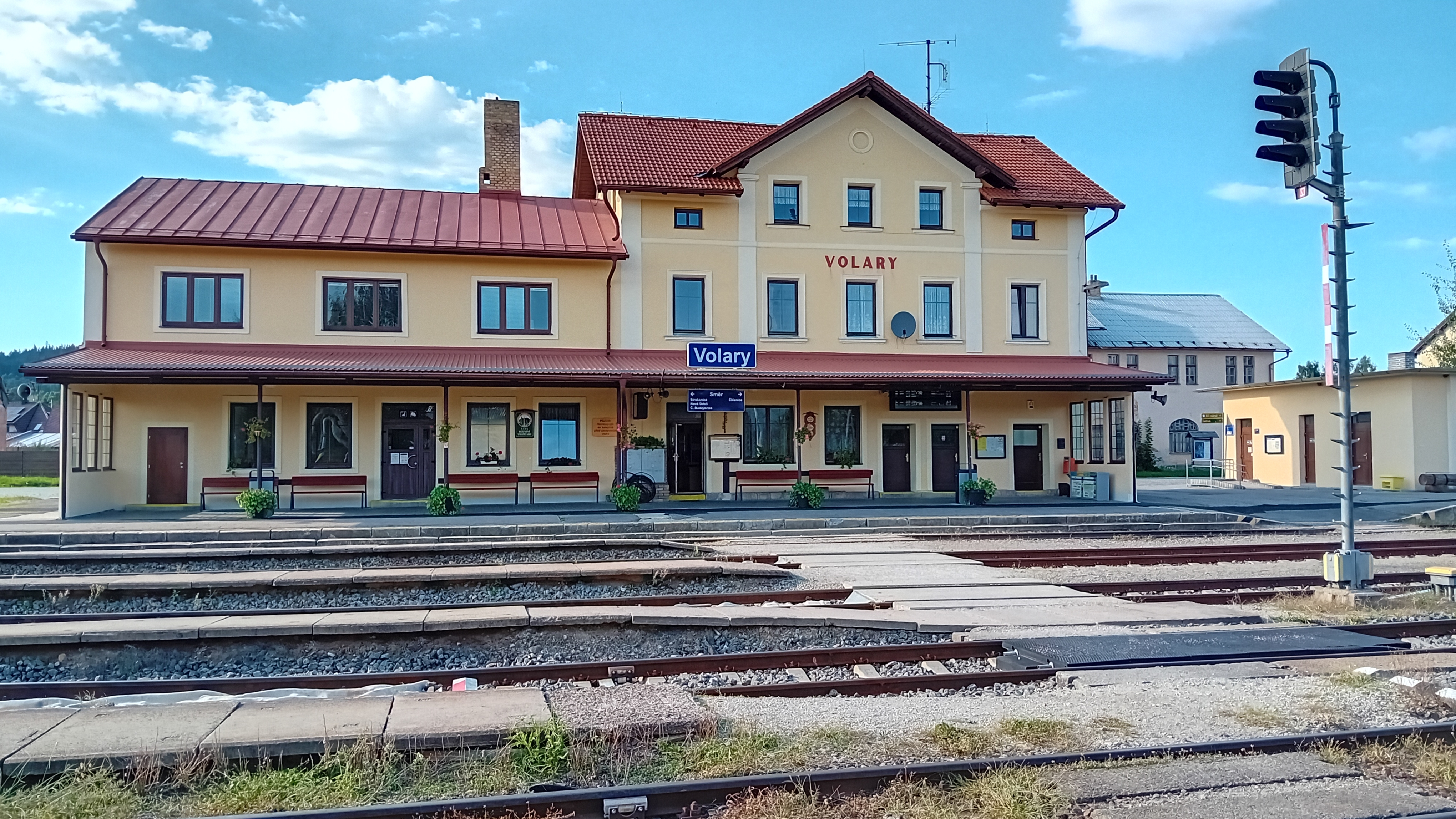
železniční stanice Volary
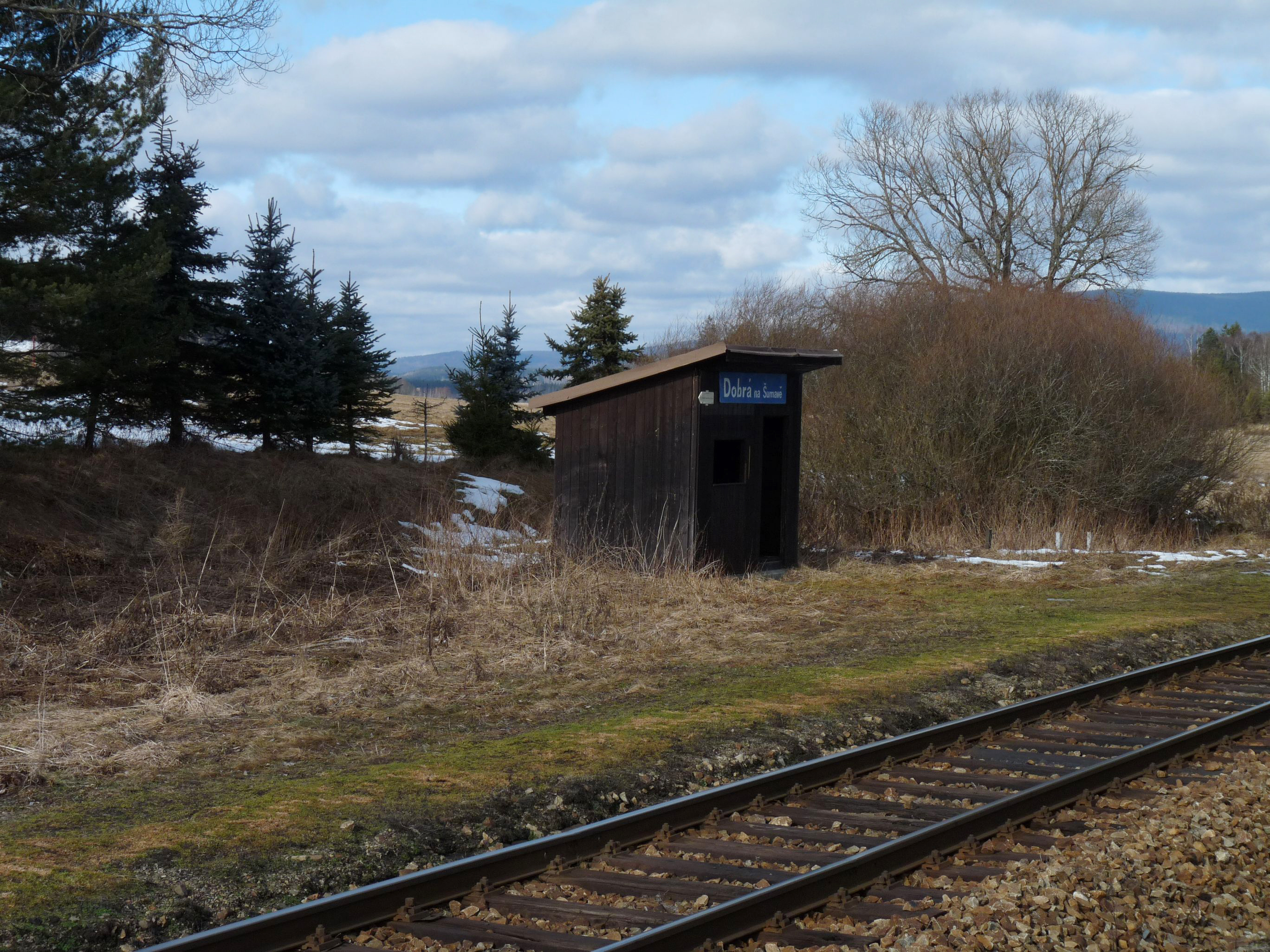
Železniční zastávka Dobrá na Šumavě
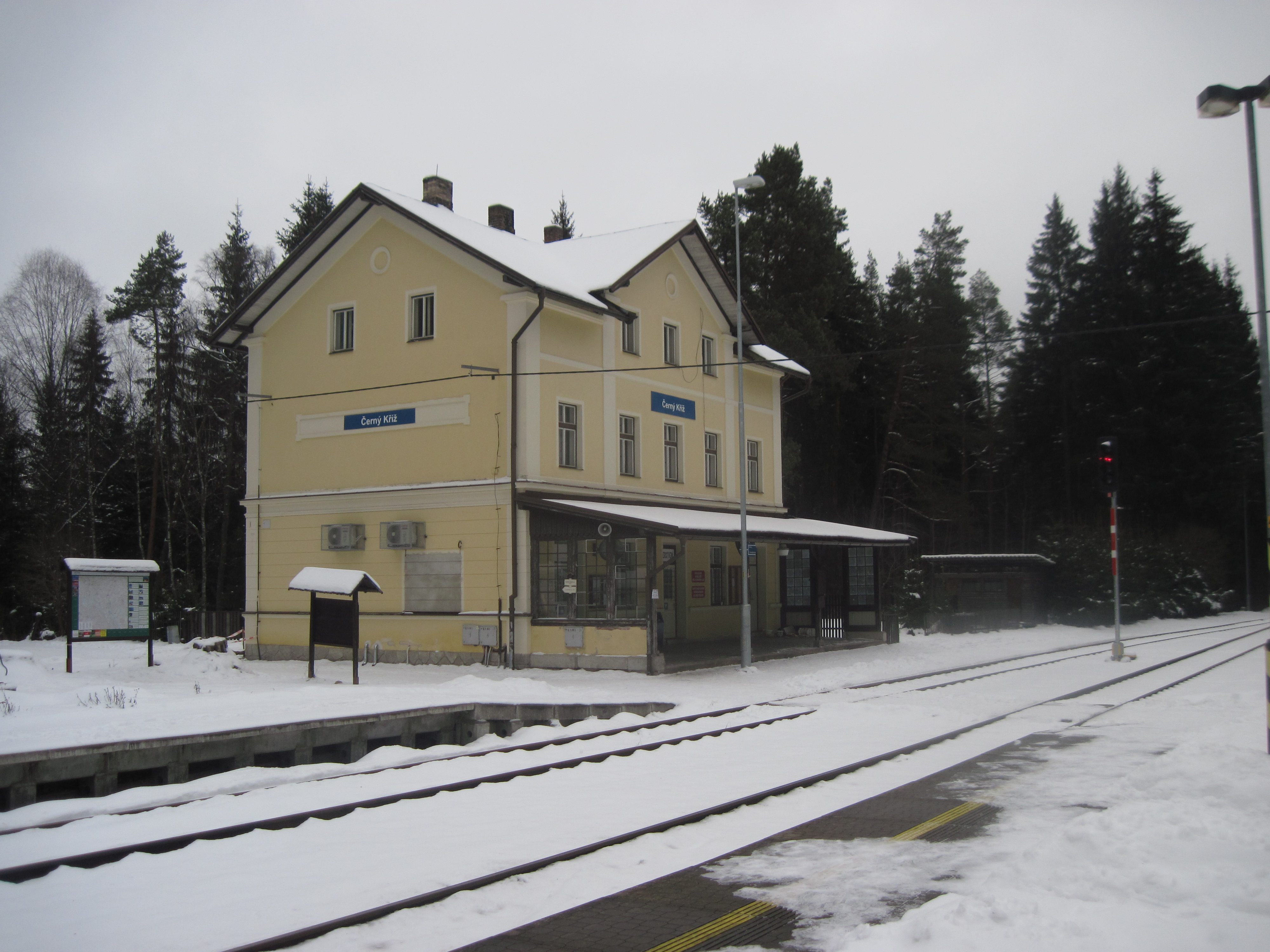
železniční stanice Černý Kříž
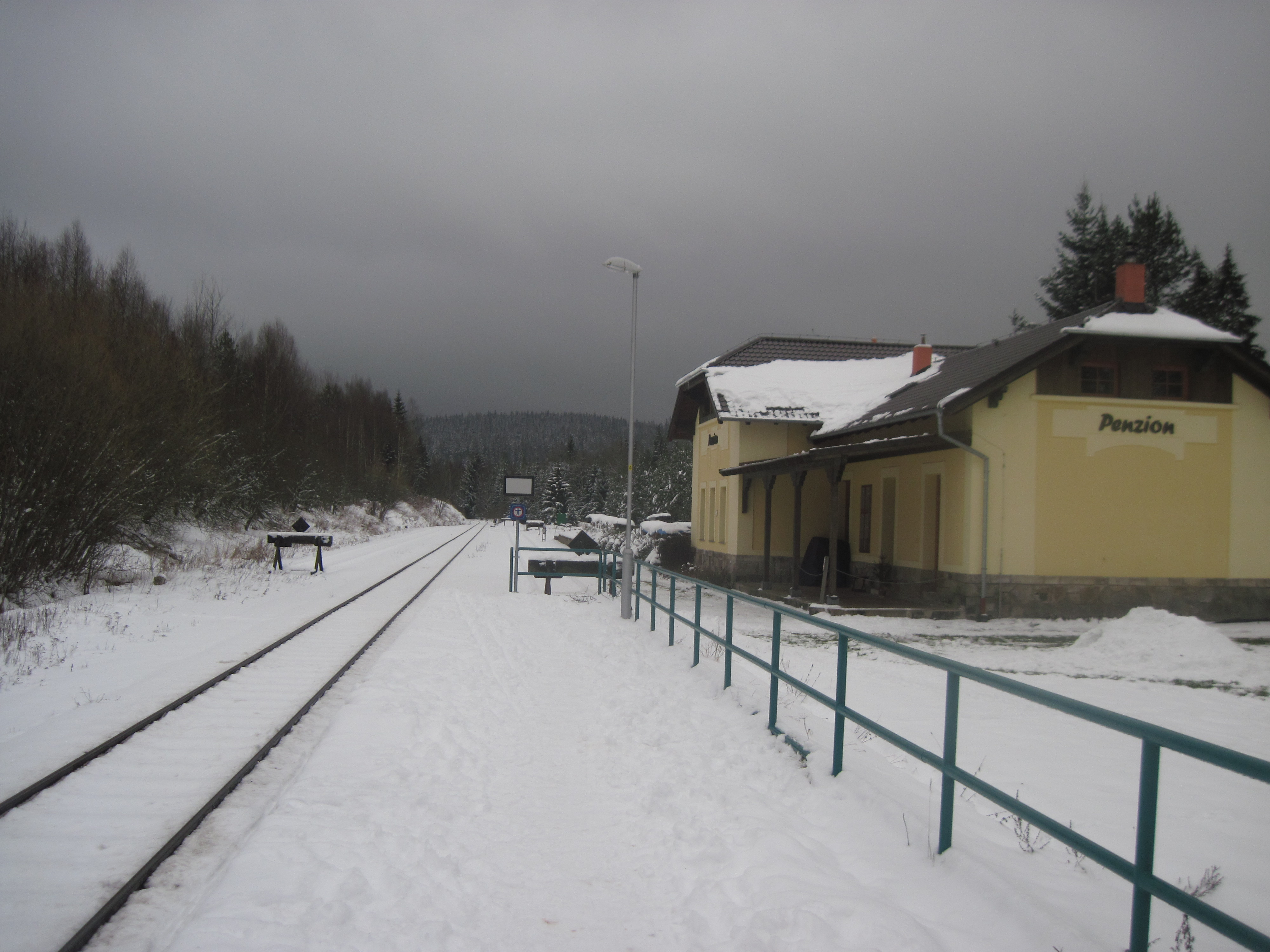
Železniční stanice Stožec, na fotografii původní budova, dnes používaná jako pension
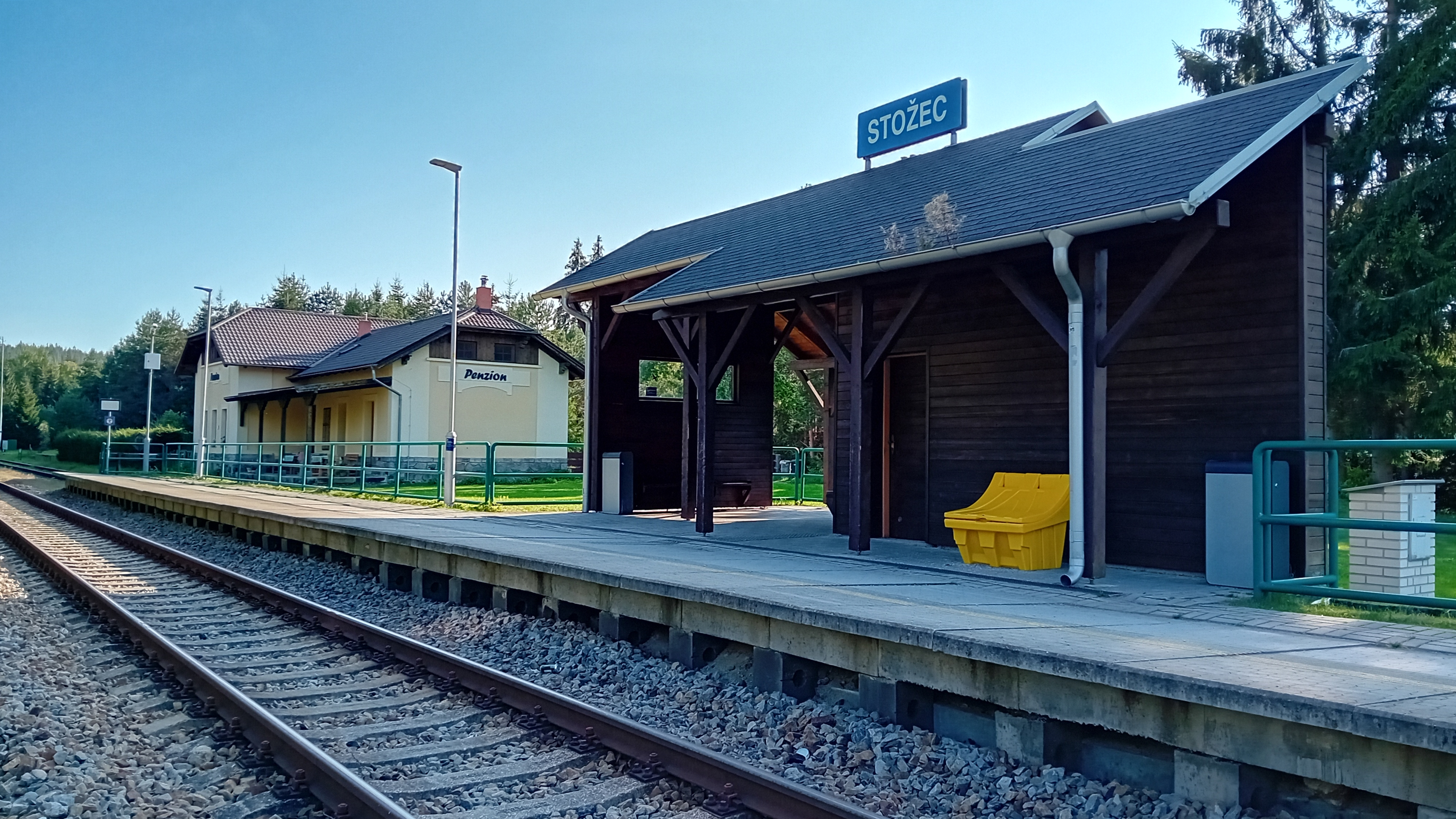
Nové nástupiště s budkou ve stanici Stožec
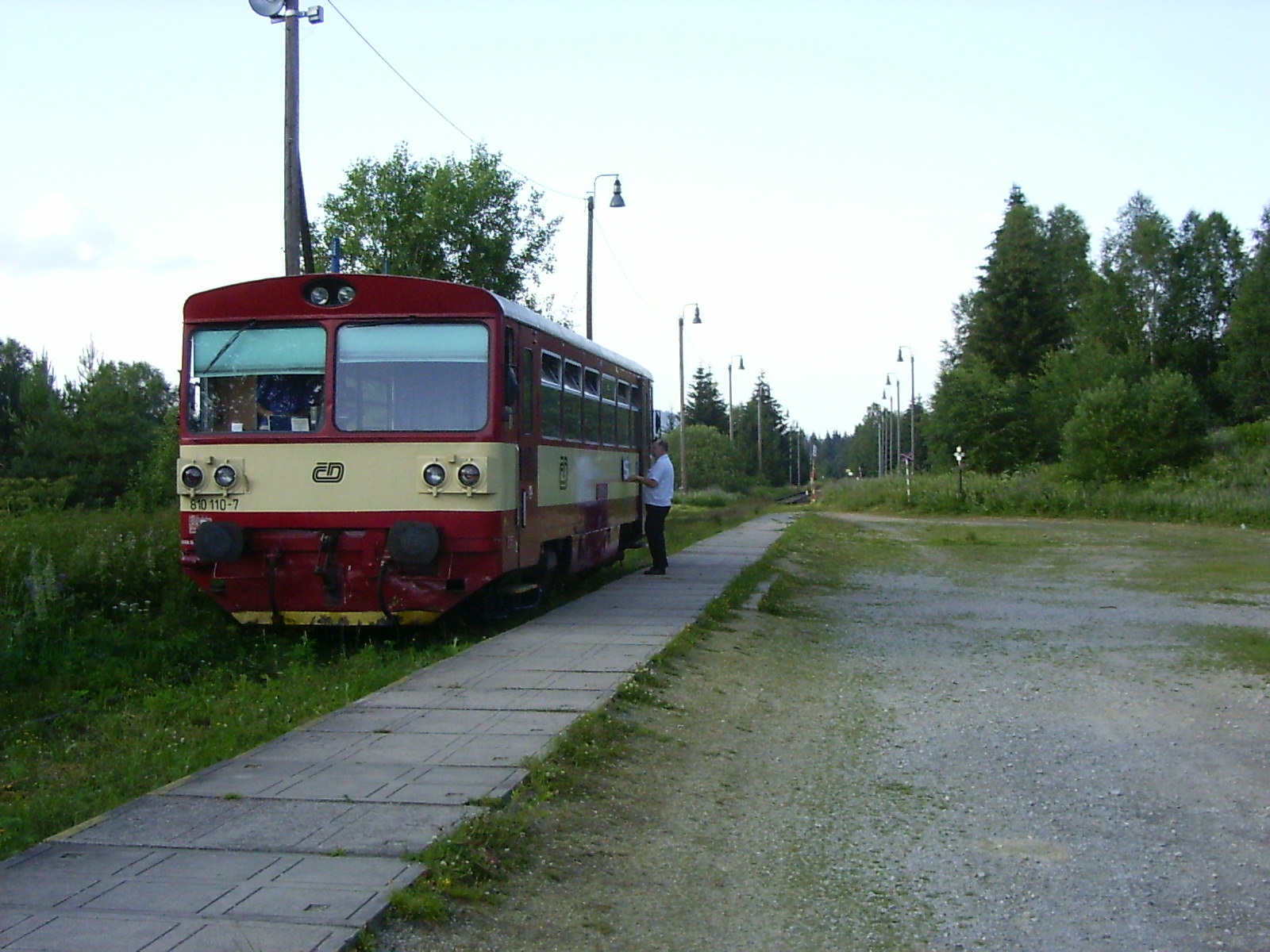
motorový vůz 810 ve stanici Nové Údolí před rekonstrukcí
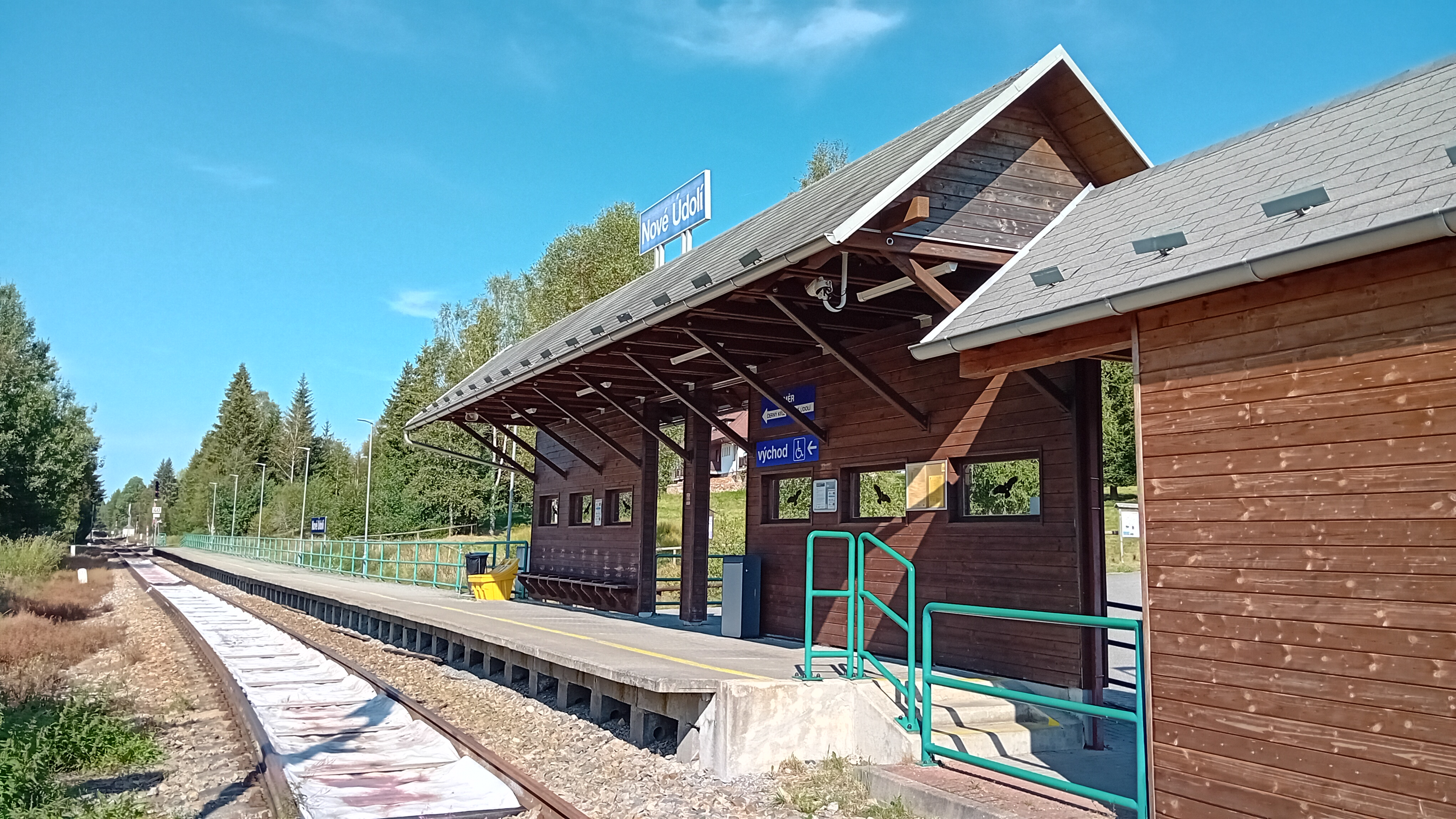
železniční stanice Nové Údolí
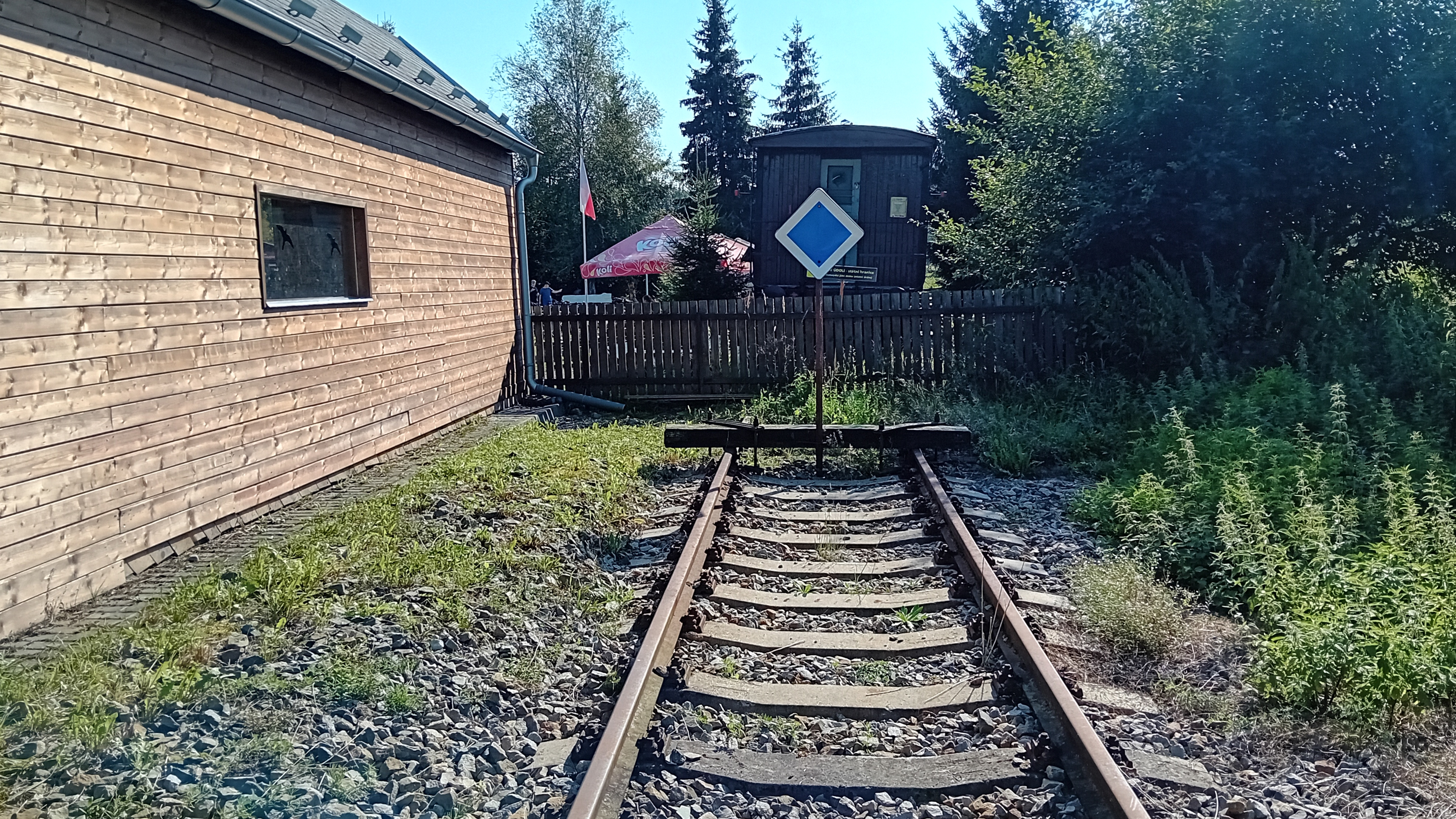
Konec tratě 197